# 台一國際控股
台一國際控股有限公司，簡稱台一國際控股，以及台一國際控股（英語：TAI-I INTERNATIONAL HOLDINGS LIMITED，港交所除牌時1808.HK），在1997年由台灣企業的台一國際股份有限公司於廣東廣州設立。名為「台一江銅（廣州）有限公司」，以及「台一銅業（廣州）有限公司」。
而業務在國內經營生產及銷售裸銅線和電磁線，而該股份曾在2007年1月11日於香港交易所主板上市，招股價為1.66港元，發行股份為150,000,000股，集資額為249,000,000港元。到了2010年初，Tai-I International (Bermuda) Limited，聯同台一國際（英屬維京群島）有限公司進行全面收購建議，以認購股份0.06港元，而啟富控股投資有限公司主席景百孚也同時進行收購該類210,000,000股股份，總代價為12,370,000港元。
而在股東大會通過後，2011年5月17日，正式更名為企展控股有限公司。

## 連結
- Tai-I-GZ.com （页面存档备份，存于）